# Lesparre-Médoc
Lesparre-Médoc – miejscowość i gmina we Francji, w regionie Nowa Akwitania, w departamencie Żyronda.
Według danych na rok 1990 gminę zamieszkiwało 4661 osób, a gęstość zaludnienia wynosiła 126 osób/km² (wśród 2290 gmin Akwitanii Lesparre-Médoc plasuje się na 87. miejscu pod względem liczby ludności, natomiast pod względem powierzchni na miejscu 205.).